# قلعه خرابه گرگان
قلعه خرابه نام محوطه باستان‌شناسی متعلق به قلعه‌ای از قرن پنجم در دشت گرگان، در استان گلستان در شمال شرقی ایران است. در یک ۱٫۶ کیلومتری جنوب دیوار بزرگ گرگان قرار دارد که این منطقه بین دریای خزر و کوه‌های کپه‌داغ بین سال‌های ۴۲۰ تا ۵۳۰ میلادی توسط شاهنشاهی ساسانی در حاشیه شمالی امپراتوری آنها ساخته شده است. این قلعه ممکن است به عنوان یک پادگان برای سربازان مدافع دیوار عمل کرده باشد یا ممکن است توسط غیرنظامیان استفاده شده باشد، اما چیدمان منظم آن نشان می‌دهد که منشا نظامی داشته است. برخی بررسی ها نشان داده است که این قلعه ممکن است از بقایای قلعه های حکومت شمالی ایران که به دست ژانگ تیوو در سال 881 تصرف شد به جا مانده باشد
بررسی مغناطیس‌سنج قلعه خرابه در سال های ۱۳۸۶ و ۱۳۸۷ انجام شد. این قلعه طرحی رسمی و دقیق به سبک نظامی داشت. یک چهارراه مرکزی با شواهدی از ساختمان‌ها در دو طرف جاده‌ها پیدا شد که در نزدیکی چهارراه به راحتی قابل تشخیص هستند. در نزدیکی این محوطه گودال‌ها و مکان‌هایی وجود داشت که احتمالاً گودال‌های آتش در آنها قرار داشت. در ضلع شرقی قلعه ردیف‌هایی از محوطه‌های کوچکی وجود داشت. شاید اینها جایی بودند که خندق‌هایی در اطراف چادرها یا دیگر ساختمان های موقت حفر شده بودند. به جز بقایای بخش‌های صحرایی که مربوط به قبل از قلعه بودند، سایر بخش‌های سایت هیچ ساختار قابل تشخیصی نداشتند.  سفال های یافت شده در حین حفاری نشان می‌دهد که قلعه برای یک دوره نسبتاً کوتاه، در دوره اولیه تاریخ دیوار، اشغال شده است. رژیم غذایی سرنشینان شامل ماهی بود که احتمالاً از دریای خزر که ۴۵ کیلومتر (۲۸ مایل) است به سمت غرب حمل می‌شد.
قلعه خرابه یکی از چندین قلعه است که در دشت جنوب دیوار بزرگ یافت می شود. این بخش داخلی در جنوب دیوار احتمالاً نزولات طبیعی کافی برای کشاورزی دیم دریافت می‌کند و کانال‌هایی که از ویژگی‌های این منطقه است، نه برای اهداف آبیاری، بلکه برای تأمین نیازهای پادگان نظامی و برای تأمین نیازهای پادگان نظامی ساخته شده است. کوره های آجرپزی که برای ساختن آجرها استفاده می‌شد که دیوارها و دژهای آن ساخته می‌شد. گمان می‌رود که قلعه خرابه برای پادگان کردن نیروهای مستقر روی دیوار استفاده می شده است. تکه‌های سفالی یافت شده در قلعه و سایر مکان‌های مرتبط با دیوار، تصویر واضح‌تری از توالی وقایع مرتبط با دیوار و سکونت‌گاه‌های آن منطقه به محققان می‌دهد. 

## همچنین ببینید
- ارگ ایرج